# Organització de les Nacions Unides
L'Organització de les Nacions Unides (ONU) és una organització intergovernamental mundial, creada per la Carta de San Francisco el 1945, amb la finalitat de mantenir la pau, promoure la cooperació econòmica, cultural, social i humanitària, garantir la seguretat dels estats basant-se en els principis d'igualtat i autodeterminació i vetllar pel respecte dels drets humans. Actualment formen part de l'organisme un total de 193 estats del món, és a dir, gairebé tots els que són àmpliament reconeguts.
A més té dos estats amb estatus d'observador permanent: la Ciutat del Vaticà i l'Estat de Palestina.
El 1974 la Comunitat Europea va aconseguir l'estatus d'observador amb privilegis davant l'ONU. La Comissió de la Unió Europea té una delegació permanent davant l'ONU a Nova York i una altra a Ginebra.
Aquesta organització té sis òrgans principals: l'Assemblea General (AGNU), el Consell de Seguretat (CSNU), el Consell Econòmic i Social (ECOSOC), el Consell d'Administració Fiduciària, la Cort Internacional de Justícia (CIJ) i la Secretaria. A més, cada un d'aquests pot crear òrgans subsidiaris per tractar qüestions específiques o es poden crear òrgans especialitzats independents de l'ONU però amb acords de cooperació com l'FMI o el Banc Mundial.

## Història
El terme "Nacions Unides" va ser creat per Franklin D. Roosevelt durant la Segona Guerra Mundial, per referir-se als Aliats. Se'n va fer ús per primera vegada el 1942, en la Declaració de les Nacions Unides, la qual establia que els aliats haurien de complir els principis de la Carta de l'Atlàntic, i juraven buscar la pau en conjunció amb els poders de les Eix. El nom va ser transferit a l'ONU per les forces victorioses de la guerra i com a condició de la Carta de l'Atlàntic i d'altres acords de guerra.
El 25 d'abril, 1945 va començar la Conferència Internacional a San Francisco amb la intenció de crear l'organització internacional de les Nacions Unides. Dos mesos després, les 50 nacions que van estar representades a la Conferència van firmar la Carta de les Nacions Unides, el 26 de juny, i Polònia ho va fer poc després. Finalment, el 24 d'octubre de 1945 l'ONU va néixer amb la ratificació de la Carta de les Nacions Unides pels cinc membres permanents del Consell de Seguretat: República de la Xina, França, Unió Soviètica, Regne Unit i els Estats Units, i per la majoria dels altres 46 membres.

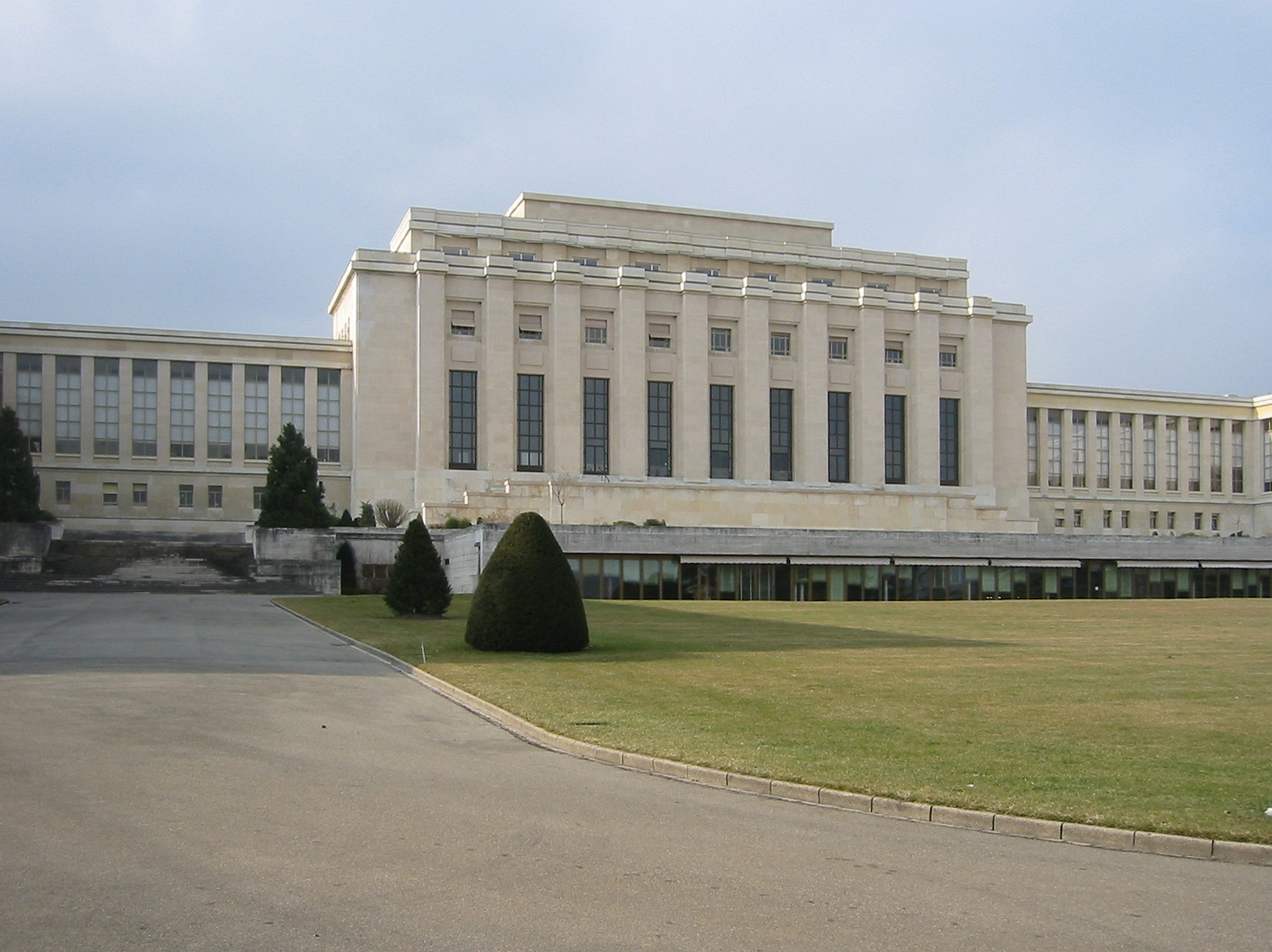
Palau de les Nacions, seu de l'ONU, a Ginebra

La seu de les Nacions Unides va ser construïda a Nova York entre 1949-1950 a la vora de l'East River, sobre el terreny comprat amb la donació de 8,5 milions de dòlars de John D. Rockefeller, Jr, i dissenyada per un equip d'arquitectes entre els quals hi havia Le Corbusier i Oscar Niemeyer. La seu va obrir les portes oficialment el 9 de gener, 1951. Encara que les oficines principals es troben a Nova York, n'hi ha agències importants a Ginebra, La Haia, Viena i altres ciutats del món.
L'any 2001 fou guardonada amb el Premi Nobel de la Pau, que compartí amb el seu Secretari General Kofi Annan, pel seu treball per un món més ben organitzat i pacífic. Posteriorment l'Organització fou guardonada l'any 2003 amb el Premi Sàkharov per la Llibertat de Consciència concedit pel Parlament Europeu.
El 2018 l'ONU eliminà les publicacions fetes per grups civils internacionals sobre els drets humans a la República Popular de la Xina perquè no respectaven la soberania ni la integritat territorial xineses.

## Estructura
L'afiliació a l'ONU és oberta a tots els "estats que estimen la pau" i que accepten les obligacions de la carta de les Nacions Unides i, segons el judici de l'organització, tenen la capacitat per complir-les. L'Assemblea General determina l'admissió sobre la base de les recomanacions del Consell de Seguretat.
El sistema de l'ONU es basa en cinc òrgans principals: l'Assemblea General, el Consell de Seguretat, el Consell Econòmic i Social (ECOSOC), el Tribunal Internacional de Justícia i el Secretariat de l'ONU. Un sisè òrgan principal, el Consell d'Administració Fiduciària, va suspendre les seves activitats l'1 de novembre de 1994, després de la independència de Palau, l'últim territori fiduciari de l'ONU.
Quatre dels cinc òrgans principals estan ubicats a la seu principal de l'ONU a Nova York. El Tribunal Internacional de Justícia es troba a La Haia, mentre que altres organismes importants tenen la seva seu a les oficines de l'ONU a Ginebra, Viena, i Nairobi. Altres institucions de l'ONU estan ubicades arreu del món. Els sis idiomes oficials de l'ONU, utilitzats en les reunions i documents intergovernamentals, són l'àrab, el xinès, l'espanyol, el francès, l'anglès i el rus. En virtut de la Convenció sobre els privilegis i immunitats de les Nacions Unides, l'ONU i els seus organismes són immunes a les lleis dels països en què operen, el que salvaguarda la imparcialitat de l'ONU pel que fa als països amfitrions i membres.
Per sota dels sis òrgans es troba, en paraules de l'autora Linda Fasulo, "una sorprenent col·lecció d'entitats i organitzacions, algunes de les quals són en realitat més antigues que la mateixa ONU i operen amb una independència gairebé total d'aquesta" Entre elles es troben les agències especialitzades, les institucions de recerca i formació, els programes i fons i altres entitats de l'ONU.

L'ONU obeeix al principi Noblemaire, que és obligatori per a qualsevol organització que pertanyi al sistema de l'ONU. Aquest principi exigeix que els salaris atreguin i mantinguin als ciutadans dels països on els salaris són més alts, i també demana que es pagui el mateix per un treball d'igual valor, independentment de la nacionalitat de l'empleat. En la pràctica, la ICSC pren com a referència l'administració pública nacional millor pagada. Els salaris de personal estan subjectes a un impost intern que administren les organitzacions de l'ONU.
| Assemblea General de l'ONU — Assemblea de tots els membres de l'ONU — | | Secretariat de l'ONU — Òrgan administratiu de l'ONU — |  | Tribunal Internacional de Justícia — Tribunal universal pel dret internacional — |  |  |
| UN General Assembly hall | Headquarters of the UN in New York City | International Court of Justice |  |                                                                                  |  |  |
| - Pot resoldre recomanacions no obligatòries als estats o suggeriments al Consell de Seguretat (CSNU); - Decideix sobre l'admissió de nous membres, a proposta del CSNU; - Aprova el pressupost; - Tria els membres no permanents del CSNU; tots els membres de l'ECOSOC; el secretari general de les Nacions Unides (a proposta de l'UNSC); i els quinze jutges de la Cort Internacional de Justícia (CIJ). Cada país té un vot. | - Dóna suport administratiu a altres òrgans de les Nacions Unides (per exemple, en l'organització de conferències, la redacció d'informes i estudis i l'elaboració del pressupost);; - El seu president, el secretari general de l'ONU, és elegit per l'Assemblea General per a un mandat de cinc anys i és el principal representant de l'ONU. | - Decideix disputes entre estats que reconeixen la seva jurisdicció; - Emet dictàmens jurídics; - Dicta sentències per majoria relativa. Els seus quinze jutges són elegits per l'Assemblea General de l'ONU per a un mandat de nou anys. |  |                                                                                  |  |  |
| | | |  |                                                                                  |  |  |
| Consell de Seguretat de l'ONU — Per qüestions de seguretat internacional — | Consell Econòmic i Social de l'ONU — Per a afers econòmics i socials globals — | Consell d'Administració Fiduciària de l'ONU — Per administrar territoris fideïcomissaris (actualment inactiu) — |  |                                                                                  |  |  |
| UN security council | UN Economic and Social Council | UN Trusteeship Council |  |                                                                                  |  |  |
| - Responsable del manteniment de la pau i la seguretat internacional; - Pot adoptar resolucions vinculants; - Té quinze membres: cinc membres permanents amb poder de veto i deu membres elegits. | - És responsable de la cooperació entre els estats en matèria econòmica i social; - Coordina la cooperació entre els nombrosos organismes especialitzats de l'ONU; - Té 54 membres, elegits per l'Assemblea General per exercir mandats escalonats de tres anys.                                                                                | - Es va crear per gestionar les possessions colonials que eren antics territoris de la Societat de Nacions; - Està inactiva des de 1994, quan Palau, l'últim territori en fideïcomís, va aconseguir la independència.                     |  |                                                                                  |  |  |

Disposa de sis òrgans principals:

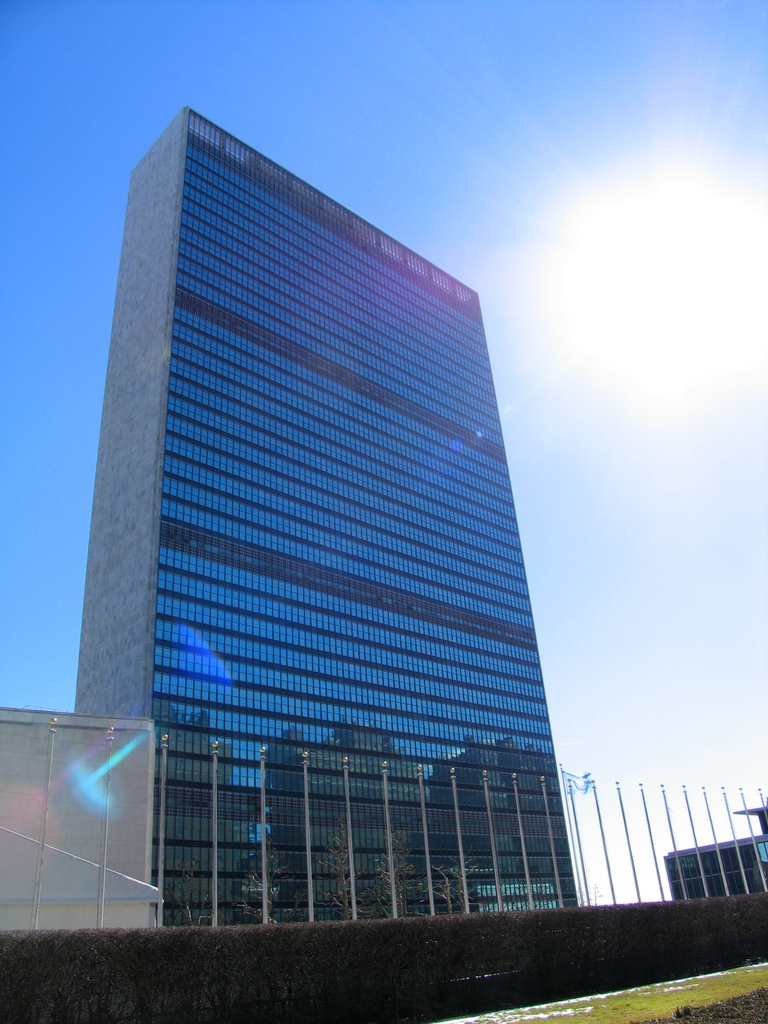
Seu central de l'ONU a Nova York

- L'Assemblea General, que es reuneix una vegada a l'any; cada estat hi té un representant; les seves decisions no són vinculats pels estats membres, però sí per a la pròpia organització, com seria el pressupost.
- El Consell de Seguretat, format per quinze membres: 10 s'elegeixen cada 2 anys i 5 són permanents i amb dret a vet; s'encarrega de vetllar pel manteniment de la pau i la seguretat mundials; les seves decisions són vinculats pels estats sols quan s'emparen sota el Capítol VII de la Carta concernint sancions o l'ús de la força o quan es dirigeixen a la pròpia organització.
- El Consell Econòmic i Social, format per 54 membres elegits per a 3 anys; s'encarrega de la cooperació econòmica, social i cultural; les seves decisions no són vinculants pels estats, tenen caràcter consultiu i polític.
- La Cort Internacional de Justícia (CIJ), formada per resoldre litigis entre estats, és l'únic òrgan principal amb seu fora de Nova York, a La Haia. Les seves sentències són de iure d'obligat compliment, mentre que les opinions consultives no.
- El Secretariat de l'ONU, dirigit pel Secretari General, gestiona l'administració, arbitra en cas de controvèrsia i pot demanar als altres òrgans mesures en determinades direccions segons els principis de les Nacions Unides.
- El Consell d'Administració Fiduciària, ara en desús però existent, s'encarrega de supervisar la transició dels territoris fideïcomisos cap a l'exercici de la lliure determinació.

### Organismes especialitzats
La Carta de l'ONU estipula que cada òrgan primari de les Nacions Unides pot establir diversos organismes especialitzats per complir les seves funcions. Els organismes especialitzats són organitzacions autònomes que treballen amb les Nacions Unides i entre ells a través del mecanisme de coordinació del Consell Econòmic i Social. Cadascun d'ells es va integrar en el sistema de les Nacions Unides mitjançant un acord amb l'ONU en virtut de l'article 57 de la Carta de les Nacions Unides. Hi ha quinze organismes especialitzats, que exerceixen funcions tan diverses com facilitar els viatges internacionals, prevenir i fer front a les pandèmies i promoure el desenvolupament econòmic.
| No. | Acrònimm | Agència                                                                      | Seu                         | Persona al capdavant                                          | Fundació    |
| --- | -------- | ---------------------------------------------------------------------------- | --------------------------- | ------------------------------------------------------------- | ----------- |
| 1   | FAO      | Organització per a l'Agricultura i l'Alimentació                             | Roma, Itàlia                | Qu Dongyu                                                     | 1945        |
| 2   | ICAO     | Organització de l'Aviació Civil Internacional                                | Mon-treal, Quebec, Canadà   | Juan Carlos Salazar                                           | 1947        |
| 3   | IFAD     | Fons Internacional per al Desenvolupament Agrícola                           | Roma, Itàlia                | Gilbert Houngbo                                               | 1977        |
| 4   | ILO      | Organització Internacional del Treball                                       | Gènova, Suïssa              | Guy Ryder                                                     | 1946 (1919) |
| 5   | IMO      | Organització Marítima Internacional                                          | Londres, Regne Unit         | Kitack Lim                                                    | 1948        |
| 6   | IMF      | Fons Monetari Internacional                                                  | Washington DC, Estats Units | Kristalina Georgieva                                          | 1945 (1944) |
| 7   | ITU      | Unió Internacional de Telecomunicacions                                      | Gènova, Suïssa              | Houlin Zhao                                                   | 1947 (1865) |
| 8   | UNESCO   | Organització de les Nacions Unides per a l'Educació, la Ciència i la Cultura | París, França               | Audrey Azoulay                                                | 1946        |
| 9   | UNIDO    | Organització de les Nacions Unides per al Desenvolupament Industrial         | Viena, Àustria              | Gerd Müller                                                   | 1967        |
| 10  | UNWTO    | Organització Mundial del Turisme                                             | Madrid, Espanya             | Zurab Pololikashvili                                          | 1974        |
| 11  | UPU      | Unió Postal Universal                                                        | Bern, Suïssa                | Masahiko Metoki                                               | 1947 (1874) |
| 12  | WBG      | Banc Mundial                                                                 | Washington DC, Estats Units | David Malpass (president)                                     | 1945 (1944) |
| 13  | WHO      | Organització Mundial de la Salut                                             | Gènova, Suïssa              | Tedros Adhanom                                                | 1948        |
| 14  | WIPO     | Organització Mundial de la Propietat Intel·lectual                           | Gènova, Suïssa              | Daren Tang                                                    | 1974        |
| 15  | WMO      | Organització Meteorològica Mundial                                           | Gènova, Suïssa              | Petteri Taalas (secretary-general) Gerhard Adrian (president) | 1950 (1873) |

## Objectius
Aquests són alguns dels objectius de l'ONU:
- Desarmament: el propòsit original de les Nacions Unides era crear un sistema de regulació i/o limitació de la fabricació d'armament, especialment de les armes atòmiques i "altres armes de destrucció massiva".
- Manteniment de la pau: promouen la pau per mitjà d'un exèrcit enviat a les regions que han tingut un conflicte armat recent per a facilitar els acords de pau i per a dissuadir els combatents d'aixecar-se novament. Les forces provenen dels diferents estats membres; és a dir, l'ONU no té un cos militar independent. Totes les operacions de les forces de pau han de ser aprovades pel Consell de Seguretat.
- Assistència humanitària: amb altres organitzacions com la Creu Roja, l'ONU proveeix aliments, aigua i altres serveis humanitaris a la població que pateix de fam, que ha estat desplaçada per causa de la guerra, o que ha estat afectada per algun desastre natural.
- Drets humans: promoure el respecte als drets humans va ser una de les raons fonamentals de la creació de les Nacions Unides després del genocidi i les atrocitats de la Segona Guerra Mundial, per prevenir tragèdies similars en el futur; l'objectiu principal va ser crear un marc legal per considerar i actuar en contra de les violacions dels drets humans.

## Finançament
El finançament de l'ONU prové de les contribucions fixes i voluntàries dels estats membres. L'Assemblea ha establert que l'ONU no ha de dependre gaire d'un membre per a finançar les seves operacions, i per això, ha imposat un límit (22% del pressupost) a les contribucions dels estats membres.
Els programes especials de l'ONU no són inclosos en el pressupost regular (com ho són UNICEF, UNDP, UNHCR i PMA), i reben el finançament tan sols de les contribucions voluntàries dels membres; el principal finançador són els Estats Units.
A mitjans de la dècada de 1980, l'ONU va viure una greu crisi financera, ja que molts estats membres (incloent-hi els Estats Units i la Unió Soviètica) es van negar a pagar part de llurs aportacions per problemes fiscals estatals i pel descontentament provocat per certs aspectes del sistema de funcionament de l'ONU.

## Adhesió
Segons queda recollit en la seua carta, l'adhesió a l'ONU és oberta a tots els estats "amants de la pau" i que accepten les obligacions de l'organització. Els 50 estats que van assistir a la Conferència de San Francisco (als quals es va unir Polònia) van ser els membres fundadors de l'ONU. Fins al 1971, la Xina va estar representada per una delegació del govern nacionalista de Taiwan. Tanmateix, l'octubre d'aquell mateix any, l'Assemblea General va votar a favor que fos la delegació de la República Popular de la Xina la que ocupés l'escó en qüestió.

## La pau i la seguretat
Segons queda recollit a la Carta de les Nacions Unides, el Consell de Seguretat és, abans que res, responsable dels assumptes relacionats amb el manteniment de la pau i la seguretat, i l'Assemblea General només hi té una autoritat residual. Els articles 33 a 38 de la susdita carta autoritzen al Consell per instar els Estats en conflicte a resoldre llurs diferències per mitjans pacífics, com, per exemple, les negociacions, la investigació, la mediació, la conciliació, l'arbitratge i la via legal. En el moment d'exercir aquesta responsabilitat, el Consell pot nomenar representants o crear comitès especials que investiguin les disputes i recomanin alternatives de solució.
Quan el Consell determina que una disputa representa una amenaça per a la pau, pot, complint els articles 39 a 51, aplicar les seues recomanacions (ja sigui per mitjans no militars, com les sancions econòmiques i diplomàtiques) o per la utilització de forces militars. Aquesta és l'única ocasió en què la Carta autoritza una acció coercitiva. Aquesta acció està subjecta al vot unànime dels cinc membres permanents del Consell, amb la qual cosa posa en relleu la importància del dret de veto de les grans potències en temes fonamentals. L'acció militar també es veu sotmesa a la disponibilitat de forces armades, condició que, de vegades, ha resultat difícil de complir.
Per finalitzar, i segons l'article 26, el Consell de Seguretat assumeix la responsabilitat de formular plans "per a l'establiment d'un sistema de regulació d'armaments". La Carta de l'ONU concedeix menys importància al control internacional d'armes i al desarmament com a instruments per a assolir la pau del que ho va fer el pacte de la Societat de Nacions.
A causa d'alguns successos esdevinguts entre les dues guerres mundials, molts líders van arribar a la conclusió que la pau només es podia aconseguir a través de la cooperació de les principals potències, les quals haurien d'actuar, en paraules de Roosevelt, com a "policies del món". Aquesta idea està incorporada en el requisit d'unanimitat de les grans potències, alhora que explica per què s'ha anomenat a la Carta sistema de seguretat col·lectiva "limitada", ja que no es pot emprendre una acció coercitiva en contra de la voluntat d'un país que té un lloc permanent en el Consell.

### Impacte de la Guerra Freda
Poc després de la Segona Guerra Mundial i de la fundació de l'ONU, la cooperació política entre les principals potències (fonamentalment entre els Estats Units i l'URSS) es va trencar i es va iniciar el període de la Guerra Freda. Com que els interessos estatunidencs i soviètics xocaven, la capacitat de l'ONU per mantenir la pau es va veure seriosament limitada.
Segons l'article 43 de la Carta, el Consell de Seguretat havia de negociar acords amb els estats membres per aconseguir unitats militars que poguessin permetre l'aplicació de les seues decisions. Les negociacions, iniciades el 1946, van arribar aviat a un punt mort pel que fa a les qüestions de la mida, la composició i l'establiment de les forces militars. Els Estats Units van proposar que cada membre permanent del Consell proporcionés tropes especialitzades. Així, per exemple, els estatunidencs hi aportarien unitats d'aviació, els britànics unitats navals i els soviètics tropes de terra. Tanmateix, la Unió Soviètica va advocar per la igualtat, amb la qual cosa cada país hi enviaria un nombre igual de tropes. Malauradament, aquestes diferències no es van solucionar mai.
Un estancament similar es va produir en la Comissió de l'Organització de les Nacions Unides per a l'Energia Atòmica, la qual va ésser creada per una resolució aprovada a l'Assemblea General el 24 de gener de 1946. El mandat de la comissió era desenvolupar un sistema que controlés l'energia atòmica i la limités a la seua utilització amb finalitats pacífiques. Els Estats Units van presentar un pla global per al control internacional de l'energia atòmica, en el qual s'incloïa un acord per eliminar les armes nuclears (així com les instal·lacions) una vegada que es fes operatiu un sistema internacional d'inspecció. La Unió Soviètica va insistir que els Estats Units destruís totes les armes nuclears existents i es va negar a qualsevol inspecció internacional, adduint que això suposaria una violació de la sobirania nacional. Una vegada més, les diferències existents entre les dues superpotències van resultar irreconciliables.
En realitat, les intencions originals de la Carta mai han estat portades a la pràctica. No obstant això, el Consell de Seguretat no es va paralitzar per complet, ja que va ésser capaç de resoldre disputes en situacions en què els interessos dels membres permanents, en especial dels Estats Units i de la Unió Soviètica, convergien. Alguns d'aquests casos va ser la retirada holandesa d'Indonèsia l'any 1949 i la fi de la Guerra dels Sis Dies el 1967. El 1950, però, van sorgir greus diferències entre les grans potències quan forces de Corea del Nord van atacar Corea del Sud i iniciant així la Guerra de Corea.

### La Guerra de Corea
La península de Corea, la qual havia estat sota control japonès des de 1905, va ésser dividida després de la Segona Guerra Mundial seguint el paral·lel 38 que travessa la península de Corea. S'hi van establir dos governs paral·lels: un al nord (amb el suport de la Unió Soviètica) i un altre al sud (amb l'ajut dels Estats Units). Els esforços de l'ONU per unificar el país a través d'unes eleccions lliures van fracassar i quan forces nord-coreanes van atacar el sud el 25 de juny de 1950, el Consell de Seguretat va considerar el susdit atac com una violació de la pau i va exigir la retirada de les tropes nord-coreanes al nord del paral·lel 38. En altres dues resolucions, el Consell va establir un comandament de l'ONU sota els auspicis dels Estats Units i va demanar a les nacions membres que proporcionessin unitats militars que ajudessin a repel·lir l'atac armat a Corea del Sud.
Hi havia dos elements poc usuals en el cas de Corea. El primer n'era l'absència de la Unió Soviètica al Consell de Seguretat, ja que, sis mesos abans, el delegat soviètic havia abandonat el Consell com a protesta per la presència continuada del portaveu nacionalista a l'escó assignat a la Xina, tot i la derrota dels nacionalistes i l'establiment d'un govern comunista a la Xina continental. L'URSS, doncs, no va estar present per vetar les mesures del Consell contra el règim nord-coreà, el qual comptava amb el suport soviètic. Quan el delegat soviètic va tornar al Consell el mes de juliol, va declarar il·legal l'acció feta a Corea atès que s'havia emprès sense el consentiment de tots els membres permanents del Consell. Els Estats Units van replicar que la decisió s'havia pres amb l'acord d'aquells membres permanents que es trobaven presents i que havien participat en la votació. En aquella controvèrsia, la Unió Soviètica va realitzar una interpretació estricta de la Carta, mentre que els Estats Units van fer-ne una d'àmplia, ja que cadascun d'ells estava motivat per interessos polítics.
L'altre element poc usual en el cas coreà va ésser l'establiment d'una unitat militar de l'ONU i que era, en veritat, un comandament militar estatunidenc format per tropes de 16 estats membres i de la República de Corea. Com que no s'havia assolit cap acord previ per proporcionar a l'ONU forces militars, el Consell de Seguretat va demanar als Estats Units poder emprar la seua ja establerta estructura militar com a base per a les accions de l'ONU.
El conflicte va continuar durant més de tres anys fins que es va signar un armistici el 27 de juliol de 1953. Més de quaranta anys després, el país continua dividit malgrat l'acceptació per ambdues parts del principi de reunificació. A hores d'ara, Corea segueix essent un tema pendent en l'agenda de l'Assemblea General, tot i que s'han aprovat resolucions instant a les dues parts a substituir el llarg armistici per una pau estable. Tant Corea del Nord com Corea del Sud van ésser admeses a l'ONU l'any 1991.
Una conseqüència important del conflicte coreà va ésser la resolució "Units per la Pau". Després que la Unió Soviètica tornés al Consell de Seguretat, els Estats Units van presentar a l'Assemblea General una resolució que autoritzava a aquesta a tractar casos que amenacessin la pau quan un veto impedís l'acció del Consell. Aquesta resolució, anomenada Units per la Pau, va ser adoptada el 3 de novembre de 1950 i fa explícita una ampliació de l'autoritat de l'Assemblea General en matèria de pau i de seguretat.

### Forces de pau de l'ONU
Des de principis de la dècada de 1950, el paper de l'ONU en el manteniment de la pau i la seguretat en el món s'ha incrementat. Forces sota la bandera de l'ONU han actuat de forma molt activa en zones on la descolonització ha provocat inestabilitat política. En molts casos, la retirada d'una antiga potència colonial generava un buit polític al qual seguia un procés de lluita pel poder. En resposta a això, l'ONU va desenvolupar una estratègia (que el secretari general Dag Hammarskjöld va anomenar "diplomàcia preventiva") que consistia en el desplaçament de forces de pau amb dues finalitats principals: separar els antagonistes (per a donar temps i oportunitats per a la negociació) i impedir l'extensió geogràfica dels conflictes locals. Les forces de pau de l'ONU van rebre el 1988 el Premi Nobel de la Pau.

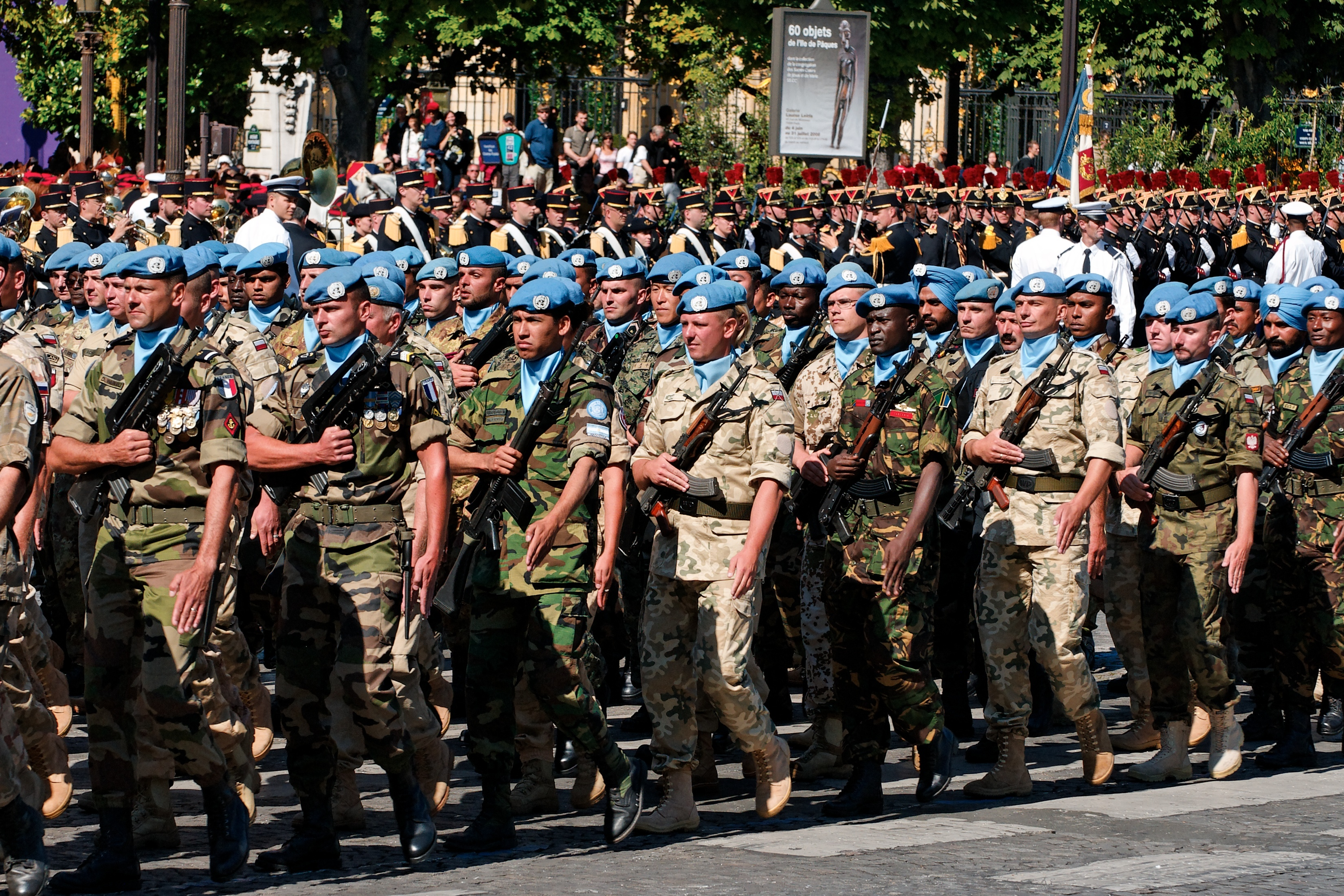
Batalló de l'ONU encapçalant la desfilada durant la parada militar del Dia de la Bastilla 2008 als Camps Elisis, París.

S'han realitzat operacions de pau a l'Orient Mitjà des de 1956 i a Xipre des de 1964. A l'Àfrica es van mantenir algunes tropes al Zaire des de 1960 fins a 1964. Posteriorment, s'han enviat missions de pau a Angola, el Sàhara Occidental, la República de Sud-àfrica i Moçambic. El 1992, l'ONU va decidir una operació important a Somàlia, en la qual van intervenir uns 30.000 soldats a principis de 1993 per donar protecció a les operacions humanitàries (en especial, per al repartiment de queviures en zones de fam). Altres dues zones on l'ONU ha participat d'una manera molt activa van ser a Cambodja a principis de la dècada de 1990 en què l'ONU va estar controlant les eleccions, i Bòsnia i Hercegovina durant la Guerra de Bòsnia. Segons les regles formulades per Hammarskjöld, les grans potències eren excloses de les forces de pau per a impedir que encobrissin llurs interessos sota la bandera de l'ONU. Tot i així, amb la fi de la Guerra Freda, tropes britàniques i franceses van tenir un paper important en el conflicte de l'antiga Iugoslàvia, mentre que un gran nombre de soldats estatunidencs va ser enviat a apaivagar Somàlia. El 1992, un contingent de tropes japoneses es va unir també a l'operació cambodjana.
S'ha denunciat a la República Centreafricana d'abusos sexuals per part de membres de l'exèrcit incloent un comandant francés. Durant el 2004 i 2005 personal de l'ONU va ser denunciat per cometre transgressions contra nens, nenes i nenes soldat. Són els casos: la creació de la prostitució infantil a Cambodja durant el principi dels noranta, el reclutament de nenes d'entre 12 i 18 anys com a servei sexual a Mozambic i els casos de Kosovo, Libèria, Guinea, Sierra Leone i la República Democràtica del Congo.

### Pròxim Orient
La primera força de pau de l'ONU va ésser organitzada a l'Orient Pròxim en resposta a la Crisi de Suez del 1956. El Pròxim Orient havia estat una zona de durs antagonismes des de 1948 quan es van iniciar les hostilitats entre els països àrabs de la regió i l'Estat d'Israel, el qual havia estat creat d'acord amb un pla de l'ONU que dividia Palestina en dos estats separats: un de jueu i un altre d'àrab. L'any 1949, un mediador de l'ONU que actuava sota l'autoritat del Consell de Seguretat va negociar una sèrie d'acords d'armistici entre Israel per una banda i Egipte, Jordània, el Líban i Síria per una altra. Es va constituir així l'Organisme de les Nacions Unides per a la Vigilància de la Treva (en anglès, United Nations Truce Supervision Organization o UNTSO) a Palestina, amb la finalitat d'ajudar les parts involucrades a supervisar els termes dels acords, encara que durant un temps la zona va romandre en una situació de calma inestable.

#### La Crisi de Suez
Els combats es van tornar a iniciar el 29 d'octubre de 1956 quan Israel va traslladar tropes a la península del Sinaí i els soldats egipcis es van haver de replegar al Canal de Suez. El president egipci Gamal Abdel Nasser havia nacionalitzat el canal aquell mateix any, la qual cosa preocupava britànics i francesos que temien que s'impedís el seu ús a vaixells d'aquelles nacionalitats. La situació a l'Orient Mitjà es va complicar encara més quan Gran Bretanya i França van atacar Egipte el 31 d'octubre i van desplegar tropes a la zona del Canal de Suez. A més, britànics i francesos van vetar una resolució del Consell de Seguretat que exigia a Israel la retirada de les seues tropes més enllà de la línia de l'armistici fixada el 1949.
Amb l'autoritat que li proporcionava la resolució Units per la Pau, l'Assemblea General, en una sèrie de resolucions, va demanar la fi de les hostilitats i l'establiment d'una Força d'Emergència de les Nacions Unides (en anglès, United Nations Emergency Force o UNEF) per supervisar que totes les parts en conflicte complissin amb el qual s'havia acordat.
 Cap a la fi de desembre, les tropes britàniques i franceses es van retirar d'Egipte i el març de 1957 ja s'havien realitzat els preparatius per a la retirada de les tropes israelianes. La primera unitat de la UNEF va arribar a Egipte el 15 de novembre de 1956 i, el febrer de 1957, uns 6.000 soldats procedents de 10 estats membres van ser repartits entre tres zones: al llarg de la frontera entre Israel i Egipte, a la Franja de Gaza i a prop de l'estret de Tiran per controlar el pas al Golf d'Aqaba, ja que era vital per al comerç israelià.

#### Altres conflictes
El maig de 1967, la UNEF va ser retirada a petició d'Egipte i, el 5 de juny, Israel va desencadenar l'anomenada Guerra dels Sis Dies: un atac coordinat en tots els fronts per assegurar posicions més sòlides al llarg de les seues fronteres. El 10 de juny, Israel va ocupar la península del Sinaí, la Franja de Gaza, Cisjordània i parts dels Alts del Golan, a la frontera amb Síria. El 22 de novembre, el Consell de Seguretat va aprovar per unanimitat la resolució 242, la qual establia una sèrie de principis per assegurar la pau a la zona. En resum, la resolució proposava que Israel es retirés dels territoris ocupats a canvi de l'establiment de fronteres segures i que els països àrabs reconeguessin la independència d'Israel.
Les hostilitats es van iniciar una vegada més a l'octubre de 1973 (durant la Guerra del Iom Kippur), quan Egipte va atacar posicions israelianes a la península del Sinaí, i Síria va fer el mateix amb les que es trobaven als Alts del Golan. Després de demanar un alto el foc, el Consell de Seguretat va tornar a instar les parts en conflicte perquè cerquessin una solució més àmplia a llur disputa aplicant la resolució 242. Es va establir a la península del Sinaí una nova força de pau (la UNEF II) amb la finalitat de patrullar una zona neutral entre les tropes egípcies i les israelianes i, al març de 1974, ambdues parts s'havien retirat. Al nord, als Alts del Golan, es van continuar produint enfrontaments esporàdics fins al juny, quan van arribar les Forces de les Nacions Unides Observadores de la Desmilitarització (en anglès, United Nations Disengagement Observer Force o UNDOF). No obstant això, les causes del conflicte araboisraelià no havien desaparegut.
Des de 1974, l'Orient Mitjà ha estat any rere any un assumpte a incloure a l'agenda de l'ONU. El març de 1978, s'hi van establir altres forces de pau per ajudar a estabilitzar la situació existent al Líban després que tropes d'Israel van travessar la frontera com a represàlia contra una incursió palestina. La Força Provisional de les Nacions Unides al Líban (en anglès, United Nations Interim Force in Lebanon o UNIFIL) estava formada per 6.000 soldats provinents de 10 països.

#### Mediació dels Estats Units
Els esforços realitzats al marge de l'ONU per cercar una solució més àmplia van tenir un cert èxit quan, el març de 1979, Egipte i Israel (gràcies a la mediació dels Estats Units) van signar el Tractat de Camp David, el qual establia formalment la pau i que preveia una retirada progressiva de la península del Sinaí per part dels israelians, la represa de relacions diplomàtiques entre ambdós països i un marc general per a estendre el procés de pau a altres estats àrabs. La missió de la UNEF II va acabar el 24 de juliol de 1979, després de la retirada israeliana de la península del Sinaí.

#### Dècada de 1980
Els observadors de l'UNTSO van prosseguir la seua tasca entre Egipte i Israel sota els termes de l'acord de 1949, i tant UNDOF com a UNIFIL van continuar operant durant la dècada de 1980. El sud del Líban seguia sent una zona inestable i la regió havia estat una plaça forta per a les bases dels comandaments palestins fins a la invasió israeliana de juny de 1982. Arran d'aquesta operació, i al mateix temps que les guerrilles palestines, es van establir al Líban tropes israelianes i de Síria.
L'ocupació israeliana de Gaza i Cisjordània va esdevenir un objecte d'atacs cada vegada més seriosos per part no només del Consell de Seguretat, sinó també de l'Assemblea General. Les resolucions van reconèixer els drets dels palestins i es va permetre als seus representants que presentessin el seu cas davant el fòrum mundial. L'expansió dels assentaments israelians als territoris ocupats no va fer sinó complicar encara més el problema. El 1993, els líders d'Israel i de l'Organització per l'Alliberament de Palestina (OAP) van signar un acord de pau que demanava als palestins que assumissin de manera gradual la responsabilitat de l'administració civil dels territoris ocupats, començant per la Franja de Gaza i la zona de Jericó. El 1994 es van aplicar les primeres etapes de l'acord.

#### Conflicte del golf Pèrsic
La invasió de Kuwait per l'Iraq el 2 d'agost de 1990 (origen de la Guerra del Golf Pèrsic) va obtenir una resposta immediata del Consell de Seguretat: entre els mesos d'agost i novembre es van aprovar una sèrie de resolucions que condemnaven l'ocupació i l'annexió de Kuwait, imposaven un embargament important sobre les transaccions comercials i financeres amb l'Iraq i amb el Kuwait ocupat pels iraquians, autoritzaven l'ús de la força militar per garantir el compliment d'aquesta mesura i permetia als estats membres l'ús de tots els mitjans necessaris per a expulsar l'Iraq de Kuwait si no es retirava abans del 16 de gener de 1991. Com a resposta, l'Iraq va demanar la celebració d'una conferència internacional de pau que tractés una àmplia gamma de conflictes regionals, incloent-hi el conflicte palestinoisraelià. Els Estats Units i llurs aliats s'hi van oposar de forma rotunda. Després que la coalició liderada pels Estats Units en la Guerra del Golf derrotés de forma fulminant l'Iraq i restaurés la independència de Kuwait, es va enviar una força de pau de l'ONU perquè controlés una zona desmilitaritzada al llarg de la frontera entre Kuwait i l'Iraq.
La presència de l'ONU es va fer necessària, també, al nord de l'Iraq per protegir els kurds, els quals s'havien rebel·lat contra el règim de Saddam Hussein. La situació va estar a punt de degenerar en un nou conflicte bèl·lic en els primers mesos de 1998, quan el líder iraquià va impedir que els experts de la Comissió Especial de les Nacions Unides (en anglès, United Nations Special Commission o UNSCOM) verifiquessin el compliment per l'Iraq de les resolucions dictades per l'ONU sobre l'eliminació d'armes de destrucció massiva. Al febrer, després de traslladar-se amb Saddam Hussein, el secretari general de l'ONU, Kofi Annan, va aconseguir un acord que va evitar l'imminent atac estatunidenc (anomenat Operació Tempesta del Desert). Tanmateix, el desembre del mateix any, i adduint la persistent negativa del dirigent iraquià a complir les resolucions de l'ONU, els Estats Units van desencadenar una sèrie de bombardejos sobre l'Iraq que va suscitar diferències entre els membres del Consell de Seguretat atès que aquest no havia autoritzat l'inici d'aquesta operació.

## Secretaris Generals
| # | Secretari General       | Mandat                                          | País          | Observacions                                          |
| - | ----------------------- | ----------------------------------------------- | ------------- | ----------------------------------------------------- |
| - | Gladwyn Jebb            | 24 d'octubre de 1945 - 21 de febrer de 1946     | Regne Unit    | Secretari general fundador.                           |
| 1 | Trygve Halvdan Lie      | 2 de febrer de 1946 - 10 de novembre de 1952    | Noruega       | Dimiteix                                              |
| 2 | Dag Hammarskjöld        | 10 d'abril de 1953 - 18 de setembre de 1961     | Suècia        | Mort en un accident d'aviació a Rhodèsia (ara Zàmbia) |
| 3 | U Thant                 | 30 de novembre de 1961 - 31 de desembre de 1971 | Birmània      | Retirat després del segon mandat per raons personals  |
| 4 | Kurt Waldheim           | 1 de gener de 1972 - 31 de desembre de 1981     | Àustria       | La Xina el vetà per a un tercer mandat.               |
| 5 | Javier Pérez de Cuéllar | 1 de gener de 1982 - 31 de desembre de 1991     | Perú          | Refusà un tercer mandat                               |
| 6 | Boutros Boutros-Ghali   | 1 de gener de 1992 - 31 de desembre de 1996     | Egipte        | Els Estats Units el vetà per a un segon mandat        |
| 7 | Kofi Annan              | 1 de gener de 1997 - 31 de desembre de 2006     | Ghana         |                                                       |
| 8 | Ban Ki-moon             | 1 de gener de 2007 - 31 de desembre de 2017     | Corea del Sud |                                                       |
| 9 | António Guterres        | 1 de gener de 2017- Actualitat                  | Portugal      |                                                       |

## Símbols
La bandera de les Nacions Unides és de color blau clar amb l'emblema de les Nacions Unides de color blanc al centre. Pel que fa a l'himne, tot i que no n'hi cap d'oficial, el cert és que el 1971 Pau Casals juntament amb W. H. Auden en compongueren un, anomenat l'Himne a les Nacions Unides, a petició de U Thant aleshores secretari general de l'ONU.